# Месје 70
Месје 70 (М70) је збијено звездано јато у сазвежђу Стрелац које се налази у Месјеовом каталогу објеката дубоког неба.
Деклинација објекта је - 32° 17' 29" а ректасцензија 18h 43m 12,7s. Привидна величина (магнитуда) објекта М70 износи 7,8. М70 је још познат и под ознакама NGC 6681, GCL 101, ESO 458-SC3.